# Midori (sistema operativo)
Midori es el nombre que se le dio a un sistema operativo de código gestionado que fue desarrollado por Microsoft Research. Se ha especulado con que podría tratarse de una versión comercial del sistema operativo Singularity, un proyecto de investigación iniciado en 2003 para construir un sistema operativo de alta dependencia en el que el kernel, los controladores de dispositivos y las aplicaciones están todas escritas en código gestionado. Fue diseñado para trabajar en varias tareas de forma simultánea, y puede hacer funcionar aplicaciones en lugares distintos. También incluye un modelo de seguridad que es una novedad (para los sistemas operativos creados por Microsoft) que aísla los procesos del sistema para aumentar la seguridad.  Microsoft ha trazado diversas vías de migración de Windows a Midori. En un posible enlace con la plataforma de aplicaciones Oslo, también desarrollado por Microsoft, el modelo de programación dependerá de metadatos, con el objetivo de que el sistema gestione sus aplicaciones de forma más fiable.
El código en lenguaje administrado es compilado a instrucciones nativas de la CPU antes o durante la instalación de las aplicaciones con un compilador optimizador global llamado Bartok.
El nombre clave de Midori se conoció en un principio a través de la presentación en PowerPoint CHESS: A systematic testing tool for concurrent software. Más de cien programadores de Microsoft trabajaron en este sistema operativo, en su punto de mayor actividad.
Además, se ha rumoreado en los medios especializados en Tecnologías de la Información que Midori podría ser un sustituto de Microsoft Windows y Windows CE.
En abril de 2009, Jonathan S. Shapiro, que jugó un papel importante en el desarrollo del lenguaje de programación BitC y el sistema operativo Coyotos, anunció que había aceptado un puesto en Microsoft para trabajar en el proyecto Midori, y que después de agosto de 2009 ya no seguiría trabajando en BitC.